# Чалукян, Лео
Лео Чалукян (также Левон Чалукян, англ. Leo Chaloukian; 18 июня 1927, Чикаго, США — 18 июля 2024, США) — американский звукорежиссёр, президент Американской телевизионной академии (1989—1993), член Академии кинематографических искусств и наук, многократный лауреат премии «Эмми», лауреат премии Оскар,  обладатель премии основателя Сида Кэссида (2004), лауреат специальной премии CAS.

## Биография
Чалукян родился 18 июня 1927 года в Чикаго, а в 1939 году переехал на ранчо в Агура-Хиллз, Калифорния. Его родители иммигрировали в США, спасаясь от геноцида армян.
В детстве он тренировал лошадей для заводчиков и голливудских звёзд, среди которых был Джоэл МакКри, и даже выиграл несколько скачек в Тихуане.
После окончания службы в ВМС, Чалукян работал ювелиром и снялся в нескольких фильмах, но один режиссёр заметил, что ему было бы лучше работать за кулисами. После визита к своему кузену, который работал звукорежиссёром в Райдер-Саунд, Чалукян решил, что «это карьера со множеством возможностей».
За свою 60-летнюю карьеру в сфере звука Чалукян выиграл четыре национальные премии «Эмми» и две региональные премии «Эмми», работая в компании Ryder Sound Service, в которой он в конечном итоге стал единоличным владельцем на протяжении большей части своей карьеры.
Он работал над звуком для специальных программ National Geographic, документальных фильмов David Wolper Productions и классических телешоу, таких как «Лесси», «Дни Долины Смерти», «Морская охота», «Мэверик», «Трасса 66», «Дымок из ствола» и специальных программ Жака-Ива Кусто.
Чалукян возглавлял Комитет по строительству Американской телевизионной академии с 1980 по 1991 год, курируя планирование, закладку фундамента, строительство и окончательный переезд в нынешнюю штаб-квартиру Академии в Северном Голливуде.
Умер в июле 2024 года в возрасте 97 лет.

## Семья
У Чалукяна остались дочь Кимме Чалукян Блэк и сын Дейл Чалукян, который пошёл по стопам отца в области звукомонтажа, а также несколько внуков и правнуков.